# الحزب الإسلامي الماليزي
الحزب الإسلامي الماليزي هو تيار الإخوان المسلمين في ماليزيا، يرأسه عبد الهادي أوانج وهو أيضًا رئيس حكومة ولاية ترغكانو في ماليزيا شارك الحزب في الحكومة الإتلافية المركزية فترة وخرج منها عام 1978، ويحكم عدة ولايات في ماليزيا منها:
- - ترغكانو دار الإيمان فاز الحزب الإسلامي في الانتخابات في هذه الولاية منذ 1999 ويشغل منصب رئيس وزراء هذه الولاية الغنية بالنفط رئيس الحزب عبد الهادي أوانج منذ 1999[9]
  - كلنتن دار النعيم (التي يحكمها الحزب من 36 عاما، ويحكمها الشيخ نك عبد العزيز نك مات الذي أعيد انتخابه خمس مرات لرئاسه حكم الولاية)[10] حصل الحزب الإسلامي وحليفه حزب عدالة الشعب على 39 مقعد من أصل 45 في مجلس الولاية[11]
  - كما أنه يشارك في حكم ولايتي كيدا أو قدح دار الأمان وفيرق دار الرضوان منذ أن فاز تحالف المعارضة فيها في انتخابات 2008[11]
  - وولاية سلاغور دار الإحسان الصناعية التي يسيطر عليها الحزب متحالفا مع حزب العمل الديمقراطي وحزب عدالة الشعب (حزب أنور إبراهيم)[11]
  - العاصمة كوالالمبور حيث حصل التحالف الإسلامي المعارض على المقاعد كلها تقريبا في انتخابات 2008 والتي كانت أشد الضربات التي وجهها التحالف للحكومة.[11]

## قائمة رؤساء الحزب
- الشيخ عبد الهادي أوانج (2003 - حتى الآن)
- الشيخ فاضل محمد نور (1989 - 2002)
- الشيخ يوسف عبد الله راوا (1982 - 1989)
- أ/ محمد عصري (1969 - 1982)
- الشيخ برهان الدين حلمي (1956 - 1969)

## وصلات خارجية
- وفاة رئيس الحزب الإسلامي في ماليزيا (فاضل محمد نور)، موقع صيد الفوائد
- ماليزيا: منع الخمر بالتشاور مع غير المسلمين، محيط، 19 أغسطس 2008